# ドイツ木組みの家街道

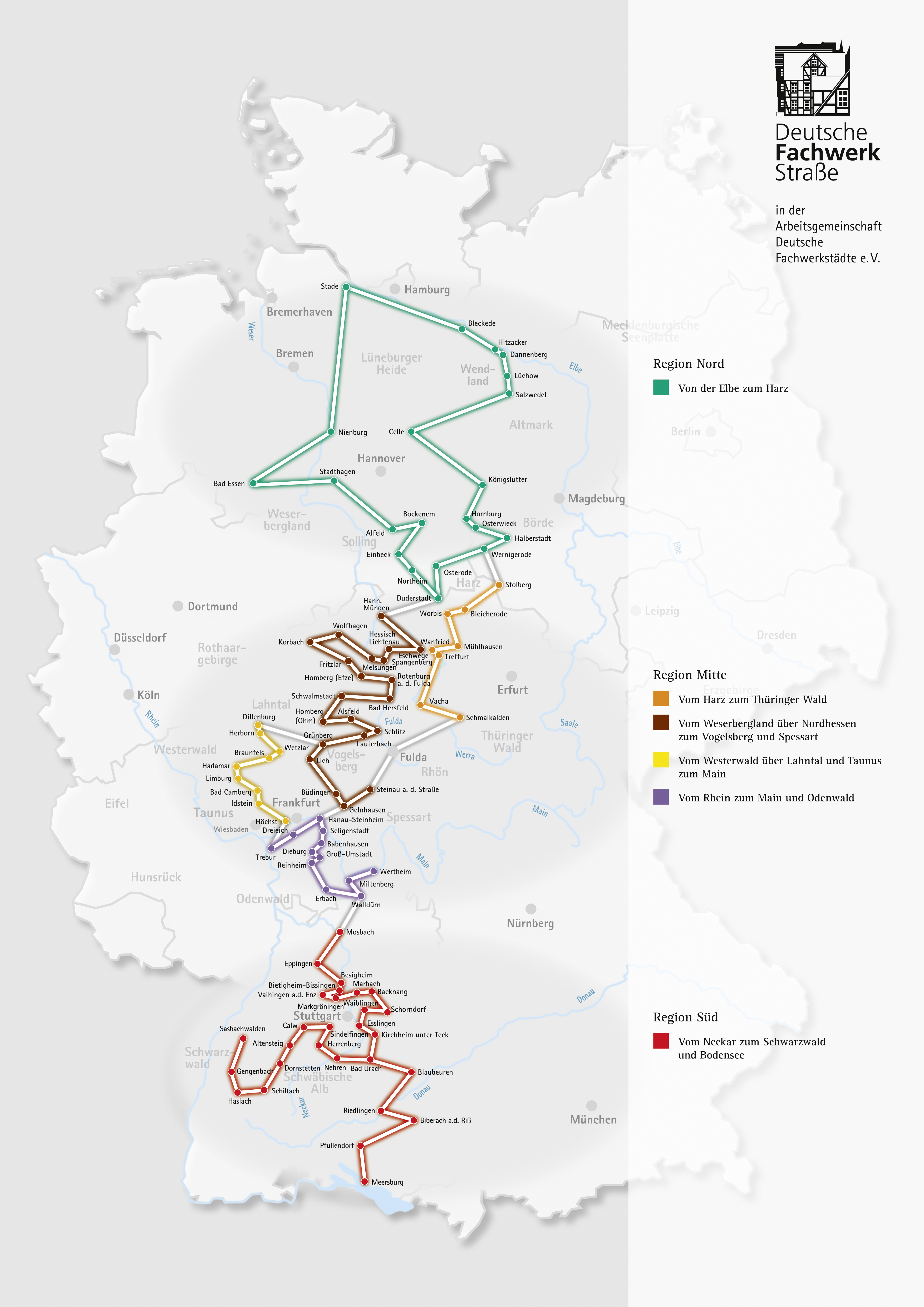
ドイツ・木組みの家街道のルート図。ドイツの北部から南部まで縦断しているが、6つのコースに分かれる。

ドイツ・木組みの家街道 （どいつ・きぐみのいえかいどう、Deutsche Fachwerkstraße）は、1990年に創設された、北はエルベ川河口から南はボーデン湖に至る木組み建築がよく保存された街をめぐるドイツ観光街道である。ニーダーザクセン州、ザクセン＝アンハルト州、ヘッセン州、テューリンゲン州、バイエルン州、バーデン＝ヴュルテンベルク州にまたがり、7つのコースに分けられ、全長は3000kmにも及ぶ。

## 歴史
ドイツ木組みの家街道の設立母体である ARGE歴史的木組みの家e.V.は1975年に設立された。その目的は、様々な様式をもつドイツ木組み建築の多様性という文化遺産を保存することにある。文化的に興味深い建築に関する情報を広く知らせるべく、1990年に設立されたのがこの観光街道である。やがて木組み建築を持つ98の都市が「Fachwerk verbindet」（木組み建築の縁結び）のモットーの下に加盟した。

## コースの紹介

### エルベ川からヴェーザー山地
上の地図では水色のルート。
シュターデ - ニーンブルク/ヴェーザー - バート・エッセン - シュタットハーゲン - ノルトハイム - アインベック - バート・ガンダースハイム - アルフェルト

右の写真は、アインベックの町並み。半円形の車輪状の意匠は、フェッヒャーロゼッテと呼ばるデザインである。日輪の象徴とも、貝を模したデザインとも言われる。16世紀初めに表れ、17世紀にかけて特に北ドイツで流行した。

### エルベ渓谷からハルツ山地
上の地図では小豆色のルート。
ブレッケーデ - ヒッツァッカー - ダンネンベルク - リューヒョウ - ザルツヴェーデル - ツェレ - ケーニヒスルッター・アム・エルム - ヴォルフェンビュッテル - ホルンブルク - ボッケネム - オスターヴィーク - ハルバーシュタット - ヴェルニゲローデ - オステローデ・アム・ハルツ - ドゥーダーシュタット

右の写真はホルンブルクの町並み。

### ヴェーザー山地からヘッセン北部を経てフォーゲルスベルクおよびシュペッサルト
上の地図では茶色のルート。
ハン・ミュンデン - エシュヴェーゲ - ヘッシシュ・リヒテナウ - シュパンゲンベルク - メルズンゲン - ヴォルフハーゲン - バート・アーロルゼン - コルバッハ - フリッツラー - ホムベルク (エフツェ) - ローテンブルク・アン・デア・フルダ - バート・ヘルスフェルト - シュヴァルムシュタット - アルスフェルト - シュリッツ - ラウターバッハ - グリューンベルク - リヒ - ブッツバッハ - ビューディンゲン - ゲルンハウゼン - シュタイナウ・アン・デア・シュトラーセ

右の写真は、ハン・ミュンデンの町並。窓枠下の×印の意匠は「アンドレアスクロイツ」と呼ばれる。古来×印は、増殖・子孫繁栄の象徴であったが、これが聖アンドレアスの十字と同じデザインであったため、こう呼ばれるようになった。また、その形から「フォイアーボック」（暖炉の薪置き台）とも呼ばれる。

### ハルツ山地からテューリンゲンの森
上の地図ではオレンジ色のルート。
シュトールベルク - ブライヒャーローデ - ヴォルビス - ミュールハウゼン/テューリンゲン - ヴァンフリート - トレフフルト - ファッヒャ - シュマルカルデン

右の写真は、シュトールベルクの郵便局。

### ラーン渓谷からラインガウ地方
上の地図では黄色のルート。
ディレンブルク - ヘルボルン - ヴェッツラー - ブラウンフェルス - ハーダマル - リムブルク・アン・デア・ラーン - バート・カムベルク - イトシュタイン - エルトヴィレ・アム・ライン

右の写真は、カムベルクのアムトホーフ。

### ライン川からマイン川とオーデンヴァルト
上の地図では紫色のルート。
トレーブール - ドライアイヒ - ハーナウのシュタインハイム地区 - ゼーリゲンシュタット - バーベンハウゼン - ディーブルク - グロース＝ウムシュタット - ヴェルトハイム - ミルテンベルク - ヴァルデュルン - エアバッハ - ライヒェルスハイム

右の写真は、ゼーリゲンシュタットのマルクト広場。

### ネッカー川からシュヴァルツヴァルトとボーデン湖
上の地図では赤のルート。
モースバッハ - エッピンゲン - ベージヒハイム - ビーティッヒハイム＝ビッシンゲン - ファイインゲン・アン・デア・エンツ - マルクグレーニンゲン - マールバッハ・アム・ネッカー - バックナング - ヴァイブリンゲン - ショルンドルフ - エスリンゲン・アム・ネッカー - キルヒハイム・ウンター・テック - バート・ウラッハ
ここでこのルートは西のシュヴァルツヴァルト方面と東のボーデン湖方面に分かれる。
（西ルート）バート・ウラッハ - ヘレンベルク - カルフ - アルテンシュタイク - ドルンシュテッテン - シルタッハ - ハスラッハ・イム・キンツィヒタール
（東ルート）バート・ウラッハ - ブラウボイレン - リートリンゲン - ビーベラハ・アン・デア・リス - プフレンドルフ - メーアスブルク

右の写真は、マルクグレーニンゲンのマルクト広場。ネッカー川以南の木組み建築は、アレマン地方（アルザス南部、ドイツ南西部、スイスにかけての一帯）の建築様式の影響を受けカラム（垂直の柱の間）を広くとり、フロア間の梁を二重にした構造となる。

## 引用
1. ↑  Verschiedene Stilarten des deutschen Fachwerks geordnet nach Landschaften